# Prototheca zopfii
Prototheca zopfii — повсюдно поширена ахлорофільна (без хлорофілу) зелена водорість.  Вона є відомою причина маститу великої рогатої худоби.

## Таксономія
Геном мітохондрій і пластид цього організму вперше секвенували в 2018 році  . Полімеразна ланцюгова реакція та аналіз поліморфізму довжини рестрикційних фрагментів є корисним інструментом для швидкого підтвердження діагнозу. 

## Біологія
Prototheca zopfii поширена в природі повсюдно, але переважно пов'язана з вологими місцями та місцями з великою кількістю  органічної речовини. Її можна знайти в резервуарах, колодязній воді, контейнерах для занурення сосків і доїльних апаратах .
Prototheca zopfii росте в аеробних умовах і розмножується нестатевим шляхом шляхом ендоспоруляції.  Як культуральне середовище використовується агар Сабуро . 

## Патогенність
Prototheca zopfii є умовно-патогенним патогеном середовища. Вид може інфікувати людей і тварин, викликаючи мастит .  P. zopfii може викликати клінічний мастит великої рогатої худоби у високопродуктивних корів.  Традиційно вважають, що генотипи I і III не беруть участі в патогенності маститу і є забруднювачами молока, тоді як генотип II вважається основною причиною маститу.  Однак у 2017 році в Китаї було зареєстровано три випадки протекозу людини через генотип I P. zopfii . 

## Спалахи
Спалахи маститу великої рогатої худоби, викликані P. zopfii, є глобальною проблемою. Про це повідомляється з Європи,    Азії,  Північної Америки   та Південної Америки.  

## Протимікробна терапія
Prototheca zopfii менш чутлива або повністю стійка до клотримазолу, флуконазолу, еконазолу, флуцитозину, цефоперазону, цефалексину, енрофлоксацину, лінкоміцину, окситетрацикліну, міконазолу, колістину, комбінації амоксициліну з клавулановою кислотою, енрофлоксацин, амоксицилін, тетрациклін, пеніцилін, лінкоміцин і новобіоцин, тоді як такі препарати, як ністатин, кетоконазол і амфотерицин В, ефективні проти водоростей, виділених з молока хворих на мастит корів. 